# مارتن بيم
مارتن بيم (بالألمانية: Martin Behm)‏ هو كاتب وشاعر ألماني، ولد في 16 سبتمبر 1557 في Lubań ‏ في بولندا، وتوفي بنفس المكان في 5 فبراير 1622.

## وصلات خارجية
- مارتن بيم على موقع ميوزك برينز (الإنجليزية)
- مارتن بيم على موقع ديسكوغز (الإنجليزية)